# Predom EDA
Predom EDA (pełna nazwa: Zakłady Zmechanizowanego Sprzętu Domowego „Predom-EDA”) – polskie przedsiębiorstwo przemysłu elektromaszynowego w Poniatowej działające w okresie PRL. Przedsiębiorstwo zajmowało się produkcją sprzętu AGD m.in. pralek i sokowirówek. Należało do zjednoczenia przemysłu Predom.

## Historia
Budowę zakładów sprzętu łącznościowego i radiowego dla wojska w ramach Centralnego Okręgu Przemysłowego rozpoczęto w 1937 roku. Produkcja w zakładzie rozpoczęła się lipcu 1939 r. Dekretem rządu 22 lipca 1949 roku ogłoszono odbudowę i rozbudowę zakładów, które otrzymały nazwę Zakłady Wytwórcze Sprzętu Instalacyjnego jako filię zakładów w Bydgoszczy.
W dniach 14–15 lipca 1980 odbył się w zakładzie strajk.